# 弾性衝突

黒体放射（図示しない）が系から漏れない限り、熱攪拌中の原子は本質的に弾性衝突を起こす。平均して2つの原子は衝突前と同じ運動エネルギーで互いにはね返る。5つの原子が赤く着色され、その運動経路が見やすくなっている。

物理学において、弾性衝突（だんせいしょうとつ、英語: elastic collision）は、衝突の前後で2つの物体の総運動エネルギーが同じになる衝突である。理想的で完全な弾性衝突では、熱、雑音、位置エネルギーなどの他の形態への運動エネルギーの正味の変換はない。
小さな物体の衝突中には、運動エネルギーは最初に粒子間の反発力又は引力に関連する位置エネルギーに変換され（粒子がこの力に逆らって移動する場合、つまり、力と相対速度の間の角度が鈍角である場合）、その後この位置エネルギーは運動エネルギーに変換される（粒子がこの力で移動する場合、つまり、力と相対速度の間の角度が鋭角である場合）。
ラザフォード後方散乱など原子の衝突は弾性的である。
弾性衝突の有用な特殊な場合は、2つの物体の質量が等しい場合である。この場合、2つの物体は単純に運動量を交換する。
原子とは異なり、気体または液体の分子が完全な弾性衝突をすることはめったにない。これは、衝突ごとに分子の並進運動と内部自由度の間で運動エネルギーが交換されるためである。任意の時点で、衝突の半分は、程度の差はあるが、非弾性衝突（2つの物体が衝突前よりも衝突後の並進運動の運動エネルギーが少ない）であり、半分は「超弾性」（衝突後により多くのエネルギーを有する）と表現できる。標本全体で平均すると、プランクの法則がエネルギーが黒体光子により運ばれるのを禁じている限り、分子衝突は本質的に弾性的であると見なすことができる。
巨視的な物体の場合、完全弾性衝突は完全に実現されることのない理想であるが、ビリヤードボールなどの物体の相互作用により近似される。
エネルギーを考慮する場合、衝突の前後に考えられる回転エネルギーも影響を与える可能性がある。

## 式

### 1次元ニュートン力学
弾性衝突において、運動量と運動エネルギーの両方が保存される。粒子1と2の質量がm1とm2、衝突前の速度をu1とu2、衝突後の速度をv1とv2とする。衝突前後の総運動量の保存は次の式で表される。
{\displaystyle m_{1}u_{1}+m_{2}u_{2}\ =\ m_{1}v_{1}+m_{2}v_{2}.}
同様に、総運動エネルギーの保存は次の式で表される。
{\displaystyle {\tfrac {1}{2}}m_{1}u_{1}^{2}+{\tfrac {1}{2}}m_{2}u_{2}^{2}\ =\ {\tfrac {1}{2}}m_{1}v_{1}^{2}+{\tfrac {1}{2}}m_{2}v_{2}^{2}.}
{\displaystyle u_{1},u_{2}}が既知の場合、これらの式を直接解くことで{\displaystyle v_{1},v_{2}}を算出することができる。
{\displaystyle {\begin{array}{ccc}v_{1}&=&{\dfrac {m_{1}-m_{2}}{m_{1}+m_{2}}}u_{1}+{\dfrac {2m_{2}}{m_{1}+m_{2}}}u_{2}\\[.5em]v_{2}&=&{\dfrac {2m_{1}}{m_{1}+m_{2}}}u_{1}+{\dfrac {m_{2}-m_{1}}{m_{1}+m_{2}}}u_{2}\end{array}}}
両方の質量が同じ場合、以下に示す自明な解を得る。
{\displaystyle v_{1}=u_{2}}
{\displaystyle v_{2}=u_{1}.}
これは単に物体同士の初速の交換に対応する。

解はすべての速度に定数を追加しても不変である（ガリレオ不変性）。これは並進速度が一定の座標系を使用するようなものである。実際、方程式を導出するためには既知の速度の1つがゼロになるように座標系を変更し、新しい座標系で未知の速度を決定し、元の座標系に変換する。

#### 例

質量が等しくない物体同士の弾性衝突。

質量が等しい物体同士の弾性衝突。

移動する基準系を持つ系における弾性衝突。

ボール1: 質量 = 3 kg, 速度 = 4 m/s
ボール2: 質量 = 5 kg, 速度 = −6 m/s
衝突後
ボール1: 速度 = −8.5 m/s
ボール2: 速度 = 1.5 m/s
他のシチュエーション
次のイラストは質量が等しい（{\displaystyle m_{1}=m_{2}}）場合である。
{\displaystyle m_{1}}が{\displaystyle m_{2}}よりもずっと大きい限定的な場合（卓球のラケットがピンポン玉にあたる、SUVがゴミ箱にぶつかるなど）では、重い質量の速度はほとんど変化しないが軽い質量ははね返り速度が反転し、速度は重い質量の速度の約2倍となる。
{\displaystyle u_{1}}が大きい場合、質量がおよそ同じであれば{\displaystyle v_{1}}の値は小さくなる。はるかに軽い粒子にぶつかっても速度はあまり変化しないが、はるかに重い粒子にぶつかると速い粒子が高速ではね返る。これが中性子減速材（高速中性子を減速させ、それにより連鎖反応を維持できる熱中性子に変化させる媒体）が中性子を容易に吸収しない軽い原子核を持つ元素でいっぱいにされている理由である。

#### 式の導出
上記の{\displaystyle v_{1},v_{2}}の式を導くために、運動エネルギーと運動量の式を以下のように整理する。
{\displaystyle m_{1}(v_{1}^{2}-u_{1}^{2})=m_{2}(u_{2}^{2}-v_{2}^{2})}
{\displaystyle m_{1}(v_{1}-u_{1})=m_{2}(u_{2}-v_{2})}
上の式の各項を下の式の各項で割ると、以下の式となる。
{\displaystyle v_{1}+u_{1}=u_{2}+v_{2}\quad \Rightarrow \quad v_{1}-v_{2}=u_{2}-u_{1}}.
つまり、1つの粒子のもう1つの粒子に対する相対速度は、衝突により逆転する。
{\displaystyle m_{1},m_{2},u_{1},u_{2}}を定数として、下記の{\displaystyle v_{1},v_{2}}の連立方程式を解くことで上記{\displaystyle v_{1}}又は{\displaystyle v_{2}}の式を得ることができる。どちらかが決定すれば、もう一方も対称的に決定される。
{\displaystyle \left\{{\begin{array}{rcrcc}v_{1}&-&v_{2}&=&u_{2}-u_{1}\\m_{1}v_{1}&+&m_{2}v_{2}&=&m_{1}u_{1}+m_{2}u_{2}.\end{array}}\right.}

#### 質量中心系
質量中心に関しては、両方の速度が衝突により逆転する。重い粒子は質量中心に向かってゆっくりと移動し、同じゆっくりとした速度ではね返る。軽い粒子は質量中心に向かって速く移動し同じく速い速度ではね返る。
質量中心の速度は衝突により変化しない。これを確認するために衝突前の時間{\displaystyle t}と衝突後の時間{\displaystyle t'}における質量中心を考える。
{\displaystyle {\bar {x}}(t)={\frac {m_{1}x_{1}(t)+m_{2}x_{2}(t)}{m_{1}+m_{2}}}}
{\displaystyle {\bar {x}}(t')={\frac {m_{1}x_{1}(t')+m_{2}x_{2}(t')}{m_{1}+m_{2}}}.}
したがって、衝突前後の質量中心の速度は以下のようになる。
{\displaystyle v_{\bar {x}}={\frac {m_{1}u_{1}+m_{2}u_{2}}{m_{1}+m_{2}}}}
{\displaystyle v_{\bar {x}}'={\frac {m_{1}v_{1}+m_{2}v_{2}}{m_{1}+m_{2}}}.}
{\displaystyle v_{\bar {x}}}と{\displaystyle v_{\bar {x}}'}の式における分子は衝突前後の総運動量である。運動量が保存されるので{\displaystyle v_{\bar {x}}=v_{\bar {x}}'}となる。

### 1次元相対論的力学
特殊相対性理論によると、以下の式が成り立つ。
{\displaystyle p={\frac {mv}{\sqrt {1-{\frac {v^{2}}{c^{2}}}}}}}
ここで p は質量を有するあらゆる粒子の運動量を示し、v は速度、c は光速を示す。
総運動量が0に等しくなる運動量中心系において、以下の式が成り立つ。
{\displaystyle p_{1}=-p_{2}}
{\displaystyle p_{1}^{2}=p_{2}^{2}}
{\displaystyle {\sqrt {m_{1}^{2}c^{4}+p_{1}^{2}c^{2}}}+{\sqrt {m_{2}^{2}c^{4}+p_{2}^{2}c^{2}}}=E}
{\displaystyle p_{1}=\pm {\frac {\sqrt {E^{4}-2E^{2}m_{1}^{2}c^{4}-2E^{2}m_{2}^{2}c^{4}+m_{1}^{4}c^{8}-2m_{1}^{2}m_{2}^{2}c^{8}+m_{2}^{4}c^{8}}}{2cE}}}
{\displaystyle u_{1}=-v_{1}.}
ここで{\displaystyle m_{1},m_{2}}は2つの衝突する物体の静止質量であり、{\displaystyle u_{1},u_{2}}はそれらの衝突前の速度であり、{\displaystyle v_{1},v_{2}}はそれらの衝突後の速度であり、{\displaystyle p_{1},p_{2}}はそれらの運動量、{\displaystyle c}は真空での光速であり、{\displaystyle E}は静止質量と2つの物体の運動エネルギーの和である総エネルギーである。
系の総エネルギーと運動量は保存され、静止質量は変化しないことから、衝突する物体の運動量は衝突する物体の静止質量、総エネルギー及び総運動量により決まる。運動量中心系に対して、衝突する各物体の運動量は衝突後に大きさは変わらないが、運動の方向が反転する。
光速よりもはるかに遅く移動する巨視的な物体を扱う正確な結果を与える古典力学と比較すると、衝突する2つの物体の総運動量は基準とする系に依存する。運動量中心系において古典力学によると、以下の式が成り立つ。
{\displaystyle m_{1}u_{1}+m_{2}u_{2}=m_{1}v_{1}+m_{2}v_{2}={0}\,\!}
{\displaystyle m_{1}u_{1}^{2}+m_{2}u_{2}^{2}=m_{1}v_{1}^{2}+m_{2}v_{2}^{2}\,\!}
{\displaystyle {\frac {(m_{2}u_{2})^{2}}{2m_{1}}}+{\frac {(m_{2}u_{2})^{2}}{2m_{2}}}={\frac {(m_{2}v_{2})^{2}}{2m_{1}}}+{\frac {(m_{2}v_{2})^{2}}{2m_{2}}}\,\!}
{\displaystyle (m_{1}+m_{2})(m_{2}u_{2})^{2}=(m_{1}+m_{2})(m_{2}v_{2})^{2}\,\!}
{\displaystyle u_{2}=-v_{2}\,\!}
{\displaystyle {\frac {(m_{1}u_{1})^{2}}{2m_{1}}}+{\frac {(m_{1}u_{1})^{2}}{2m_{2}}}={\frac {(m_{1}v_{1})^{2}}{2m_{1}}}+{\frac {(m_{1}v_{1})^{2}}{2m_{2}}}\,\!}
{\displaystyle (m_{1}+m_{2})(m_{1}u_{1})^{2}=(m_{1}+m_{2})(m_{1}v_{1})^{2}\,\!}
{\displaystyle u_{1}=-v_{1}\,\!}
これは違いはあるものの、相対論的計算{\displaystyle u_{1}=-v_{1}}と一致する。
特殊相対性理論の仮定の1つは、運動量保存などの物理法則は全ての慣性座標系で不変であると述べる。総運動量が任意である一般的な慣性系では以下の式となる。
{\displaystyle {\frac {m_{1}\;u_{1}}{\sqrt {1-u_{1}^{2}/c^{2}}}}+{\frac {m_{2}\;u_{2}}{\sqrt {1-u_{2}^{2}/c^{2}}}}={\frac {m_{1}\;v_{1}}{\sqrt {1-v_{1}^{2}/c^{2}}}}+{\frac {m_{2}\;v_{2}}{\sqrt {1-v_{2}^{2}/c^{2}}}}=p_{T}}
{\displaystyle {\frac {m_{1}c^{2}}{\sqrt {1-u_{1}^{2}/c^{2}}}}+{\frac {m_{2}c^{2}}{\sqrt {1-u_{2}^{2}/c^{2}}}}={\frac {m_{1}c^{2}}{\sqrt {1-v_{1}^{2}/c^{2}}}}+{\frac {m_{2}c^{2}}{\sqrt {1-v_{2}^{2}/c^{2}}}}=E}
2つの移動する物体を、総運動量が{\displaystyle p_{T}}、総エネルギーが{\displaystyle E}、質量中心の速度が{\displaystyle v_{c}} の系として見ることができる。運動量中心系に相対的な総運動量はゼロに等しくなる。{\displaystyle v_{c}}は以下の式で与えられる。
{\displaystyle v_{c}={\frac {p_{T}c^{2}}{E}}}
運動量中心系における衝突前の速度 {\displaystyle u_{1}'} と {\displaystyle u_{2}'} は:
{\displaystyle u_{1}'={\frac {u_{1}-v_{c}}{1-{\frac {u_{1}v_{c}}{c^{2}}}}}}
{\displaystyle u_{2}'={\frac {u_{2}-v_{c}}{1-{\frac {u_{2}v_{c}}{c^{2}}}}}}
{\displaystyle v_{1}'=-u_{1}'}
{\displaystyle v_{2}'=-u_{2}'}
{\displaystyle v_{1}={\frac {v_{1}'+v_{c}}{1+{\frac {v_{1}'v_{c}}{c^{2}}}}}}
{\displaystyle v_{2}={\frac {v_{2}'+v_{c}}{1+{\frac {v_{2}'v_{c}}{c^{2}}}}}}
{\displaystyle u_{1}\ll c} かつ {\displaystyle u_{2}\ll c} のとき、
{\displaystyle p_{T}} ≈ {\displaystyle m_{1}u_{1}+m_{2}u_{2}}
{\displaystyle v_{c}} ≈ {\displaystyle {\frac {m_{1}u_{1}+m_{2}u_{2}}{m_{1}+m_{2}}}}
{\displaystyle u_{1}'} ≈ {\displaystyle u_{1}-v_{c}} ≈ {\displaystyle {\frac {m_{1}u_{1}+m_{2}u_{1}-m_{1}u_{1}-m_{2}u_{2}}{m_{1}+m_{2}}}={\frac {m_{2}(u_{1}-u_{2})}{m_{1}+m_{2}}}}
{\displaystyle u_{2}'} ≈ {\displaystyle {\frac {m_{1}(u_{2}-u_{1})}{m_{1}+m_{2}}}}
{\displaystyle v_{1}'} ≈ {\displaystyle {\frac {m_{2}(u_{2}-u_{1})}{m_{1}+m_{2}}}}
{\displaystyle v_{2}'} ≈ {\displaystyle {\frac {m_{1}(u_{1}-u_{2})}{m_{1}+m_{2}}}}
{\displaystyle v_{1}} ≈ {\displaystyle v_{1}'+v_{c}} ≈ {\displaystyle {\frac {m_{2}u_{2}-m_{2}u_{1}+m_{1}u_{1}+m_{2}u_{2}}{m_{1}+m_{2}}}={\frac {u_{1}(m_{1}-m_{2})+2m_{2}u_{2}}{m_{1}+m_{2}}}}
{\displaystyle v_{2}} ≈ {\displaystyle {\frac {u_{2}(m_{2}-m_{1})+2m_{1}u_{1}}{m_{1}+m_{2}}}}
それゆえ、衝突する両方の物体の速度が光速（秒速30万km）よりもはるかに遅い場合、古典的な計算が成り立つ。

### 双曲線関数を使用した相対論的導出
いわゆる速度のパラメータ {\displaystyle s} （通常ラピディティと呼ばれる）を用いて下式を得る。
{\displaystyle v/c=\tanh(s)}
よって、以下の式を得る。
{\displaystyle {\sqrt {1-{\frac {v^{2}}{c^{2}}}}}=\operatorname {sech} (s)}
相対論的エネルギーと運動量は以下の式により表される。
{\displaystyle E={\frac {mc^{2}}{\sqrt {1-{\frac {v^{2}}{c^{2}}}}}}=mc^{2}\cosh(s)}
{\displaystyle p={\frac {mv}{\sqrt {1-{\frac {v^{2}}{c^{2}}}}}}=mc\sinh(s)}
衝突する質量{\displaystyle m_{1}}と{\displaystyle m_{2}}のエネルギーと運動量の和は、それぞれの式から光速{\displaystyle c}を除算すると以下の式となる（速度{\displaystyle v_{1}}, {\displaystyle v_{2}}, {\displaystyle u_{1}}, {\displaystyle u_{2}} は速度のパラメータ{\displaystyle s_{1}}, {\displaystyle s_{2}}, {\displaystyle s_{3}}, {\displaystyle s_{4}}に対応する）
{\displaystyle m_{1}\cosh(s_{1})+m_{2}\cosh(s_{2})=m_{1}\cosh(s_{3})+m_{2}\cosh(s_{4})}
{\displaystyle m_{1}\sinh(s_{1})+m_{2}\sinh(s_{2})=m_{1}\sinh(s_{3})+m_{2}\sinh(s_{4})}
2つの式を足すと以下の従属式に整理される。
{\displaystyle m_{1}e^{s_{1}}+m_{2}e^{s_{2}}=m_{1}e^{s_{3}}+m_{2}e^{s_{4}}}
エネルギーの式と運動量の式の両辺を2乗し、エネルギーの式から運動量の式を減算すると、{\displaystyle \cosh ^{2}(s)-\sinh ^{2}(s)=1}であるから以下の式を得る。
{\displaystyle 2m_{1}m_{2}(\cosh(s_{1})\cosh(s_{2})-\sinh(s_{2})\sinh(s_{1}))=2m_{1}m_{2}(\cosh(s_{3})\cosh(s_{4})-\sinh(s_{4})\sinh(s_{3}))}
非ゼロの質量に対しては、双曲線関数の式 cosh(a − b) = cosh(a) cosh(b) − sinh(b) sinh(a),を用いると、以下の式を得る。
{\displaystyle \cosh(s_{1}-s_{2})=\cosh(s_{3}-s_{4})}
{\displaystyle \cosh(s)}は偶関数であるから、以下の2つの解を得る。
{\displaystyle s_{1}-s_{2}=s_{3}-s_{4}}
{\displaystyle s_{1}-s_{2}=-s_{3}+s_{4}}
非自明な解を出す最後の式から、{\displaystyle s_{2}}を解き、従属式に代入すると{\displaystyle e^{s_{1}}}とさらに{\displaystyle e^{s_{2}}}を得る。
{\displaystyle e^{s_{1}}=e^{s_{4}}{\frac {m_{1}e^{s_{3}}+m_{2}e^{s_{4}}}{m_{1}e^{s_{4}}+m_{2}e^{s_{3}}}}}
{\displaystyle e^{s_{2}}=e^{s_{3}}{\frac {m_{1}e^{s_{3}}+m_{2}e^{s_{4}}}{m_{1}e^{s_{4}}+m_{2}e^{s_{3}}}}}
これは問題の解であるが、速度のパラメータで表現されている。速度の解を得るために戻って代入すると以下の式となる。
{\displaystyle v_{1}/c=\tanh(s_{1})={\frac {e^{s_{1}}-e^{-s_{1}}}{e^{s_{1}}+e^{-s_{1}}}}}
{\displaystyle v_{2}/c=\tanh(s_{2})={\frac {e^{s_{2}}-e^{-s_{2}}}{e^{s_{2}}+e^{-s_{2}}}}}
前の解を代入し、{\displaystyle e^{s_{3}}={\sqrt {\frac {c+u_{1}}{c-u_{1}}}}} と {\displaystyle e^{s_{4}}={\sqrt {\frac {c+u_{2}}{c-u_{2}}}}}と置き換えると、{\textstyle Z={\sqrt {\left(1-u_{1}^{2}/c^{2}\right)\left(1-u_{2}^{2}/c^{2}\right)}}}という代入を行うと、以下の式を得る。
{\displaystyle v_{1}={\frac {2m_{1}m_{2}c^{2}u_{2}Z+2m_{2}^{2}c^{2}u_{2}-(m_{1}^{2}+m_{2}^{2})u_{1}u_{2}^{2}+(m_{1}^{2}-m_{2}^{2})c^{2}u_{1}}{2m_{1}m_{2}c^{2}Z-2m_{2}^{2}u_{1}u_{2}-(m_{1}^{2}-m_{2}^{2})u_{2}^{2}+(m_{1}^{2}+m_{2}^{2})c^{2}}}}
{\displaystyle v_{2}={\frac {2m_{1}m_{2}c^{2}u_{1}Z+2m_{1}^{2}c^{2}u_{1}-(m_{1}^{2}+m_{2}^{2})u_{1}^{2}u_{2}+(m_{2}^{2}-m_{1}^{2})c^{2}u_{2}}{2m_{1}m_{2}c^{2}Z-2m_{1}^{2}u_{1}u_{2}-(m_{2}^{2}-m_{1}^{2})u_{1}^{2}+(m_{1}^{2}+m_{2}^{2})c^{2}}}}.